# 832 Karin
832 Karin (mednarodno ime je tudi 832 Karin) je asteroid v glavnem asteroidnem pasu. Pripada asteroidni skupini Karin, ki je del družine Koronis. V skupini Karin je to največji asteroid.

## Odkritje
Asteroid Karin je odkril nemški astronom Max Wolf 20. septembra 1916 v Heidelbergu. Poimenovan je po  Karin Månsdotter, soprogi Erika XIV. Švedskega.

## Lastnosti
Asteroid Karin pripada asteroidom tipa S. Spada med «mlajše» asteroide, saj predvidevajo, da je nastal ob trku asteroidov pred 5,8 milijona leti. V premeru ima samo okoli 19 km.